# Borneo-Bergspitzhörnchen
Das Borneo-Bergspitzhörnchen (Dendrogale melanura) kommt mit zwei Unterarten in den Bergen des nördlichen Borneo vor. Dendrogale melanura melanura, die Nominatform, lebt im nordöstlichen Sarawak in der Crocker Range, am Kinabalu und am Trus Madi. Dendrogale melanura baluensis kommt am Dulit und am Mulu im malayischen Bundesstaat Sabah.

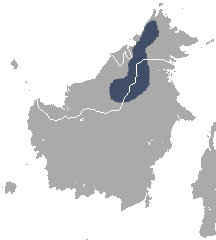
Das Verbreitungsgebiet des Borneo-Bergspitzhörnchens

## Merkmale
Das Borneo-Bergspitzhörnchen ist mit einer Kopf-Rumpf-Länge von 12 bis 12,5 cm und einer Schwanzlänge von 13,5 bis 14 cm eine der kleinsten Arten der Spitzhörnchen. Die Ohren sind 12 bis 14 mm hoch und die Länge des Hinterfußes liegt bei 28 bis 31 mm. Über das Gewicht der Tiere liegen keine Daten vor. Borneo-Bergtupajas sind bräunlich gefärbt. Im Unterschied zu den auf Borneo vorkommenden Spitzhörnchen der Gattung Tupaia haben sie keine hellen Schulterstreifen. Die Haare sind dünn und lang. Die Krallen an Vorder- und Hinterfüßen sind in Anpassung an die arboreale (baumbewohnend) Lebensweise lang.

## Lebensweise
Das Borneo-Bergspitzhörnchen in ein Endemit einiger Berge im Norden von Borneo und kommt dort in Wäldern in Höhen von 900 bis 3500 Metern vor. Über Lebensweise und Verhalten der Tiere ist nur wenig bekannt. Die Art ernährt sich möglicherweise ausschließlich von Insekten und frisst keine Früchte wie andere Spitzhörnchen. Bei Magenuntersuchungen fand man verschiedene Käfer. Wie man aus Beobachtungen und der Skelettmorphologie weiß sind die Tiere weitgehend baumbewohnend und gehen nur selten auf den Waldboden. Über die Fortpflanzung des Borneo-Bergspitzhörnchens ist bisher nichts bekannt.

## Gefährdung
Für das Borneo-Bergspitzhörnchen gibt die IUCN keinen Gefährdungsgrad an, da zu wenig Daten vorliegen. Seit Anfang der 1970er Jahre wurde die Art nicht mehr gesehen. In niederen Höhen seines Verbreitungsgebietes wird der Lebensraum durch menschliche Einwirkungen zunehmend kleiner.